# Victor von Schönberger
Victor von Schönberger (* 17. August 1844 in Prag, Kaisertum Österreich als Victor Schönberger; † 26. Juli 1893 in Wien, Österreich-Ungarn) war ein österreichischer Exportkaufmann und Handelsrepräsentant.
Er ist der Sohn des angesehenen Prager Altstadt-Kaufmanns Franz Anton Schönberger (1811–1886) und der Bruder des Geschäftsmannes und Diplomaten Richard Schönberger (1846–1921), sowie des Exportkaufmanns und Handelsrepräsentanten Hugo Schönberger (1838–1900).

## Leben
Victor Schönberger wurde am 17. August 1844 in Prag geboren und absolvierte nach dem Besuch der Realschule und der Prager Handelsakademie, die erst im Jahre 1856 gegründet wurde und als die erste Akademie dieser Art im Staatsgebiet des damaligen Österreichs galt, eine kaufmännische Lehre. Diese führte ihn zunächst ins väterliche Geschäft in der Prager Altstadt und danach von 1860 bis 1868 in die verschiedene Handelshäuser in London und Hamburg. Als er sich gerade in Prag etablierte, wurde er 1868 vom damaligen Handelsminister Ignaz von Plener zum „fachmännischen Begleiter und Berichterstatter“ für die Metallindustrie, dann für Kurzwaren der unter der Leitung von Admiral Anton Freiherr von Petz stehenden österreichischen Expeditionen nach Ostasien und Südamerika bestellt. Hierbei bewährte er sich vor allem bei der Durchführung der österreichischen Warenausstellung in Shanghai und Yokohama und konnte internationale Kontakte knüpfen, von denen teilweise auch seine Brüder profitierten. Durch seine vielfältigen Kontakte mit den Ländern und Märkten des pazifischen Raumes, dabei vor allem mit Siam und den Sandwich-Inseln, wurden ihm im Laufe der Jahre zahlreiche in- und ausländischen Ehrungen zuteil und er mit siamesischen und hawaiianischen Orden dekoriert. Darüber hinaus übernahm er ab 1871 auch die konsularische Vertretung des Königreichs Hawaiʻi in Österreich, wobei er später besonders beim Besuch des damaligen hawaiianischen Königs Kalākaua hervortrat.
Darüber hinaus arbeitete Schönberger an dem von Karl von Scherzer herausgegebenen offiziellen Expeditionsbericht (Fachmännischen Bericht über die österreichisch-ungarische Expedition nach Siam, China und Japan (1868–1871)., 1872, 2. Auflage unter geändertem Titel 1873) mit und unterstützte mit seinen Erfahrungen das ab 1870 mit seinem Bruder Hugo geführte Export- und Kommissionsgeschäft „Gebrüder Schönberger“, das vor allem von Aufträgen der siamesischen Regierung (unter anderem angebliche Waffenexporte) und wohl auch von seinen Kontakten nach Übersee profitierte. Für die Wiener Weltausstellung im Jahre 1873, bei der sein Bruder Hugo die Interessen El Salvadors vertrat, trat Victor Schönberger als Ausstellungskommissär für Siam und Hawaii in Erscheinung und war im Rahmen dieser Weltausstellung auch für die chinesische Verzollbehörde tätig. Aufgrund seiner hervorragenden Erfahrungen, vor allem auf dem Gebiet des Handels mit Ostasien, wurde er zum österreichischen Generalkommissär für die Weltausstellungen 1879/80 in Sydney und 1880/81 in Melbourne ernannt. Seine wesentlichsten Agenden bestanden dabei in der Vertretung gegenüber den australischen Behörden, in der organisatorischen Betreuung der österreichischen Ausstellungsbeiträge, sowie in der kommerziellen Vertretung jener österreichischen Aussteller, die sich keine eigene kaufmännische Repräsentanz leisteten.
Obwohl er sich dabei vorwiegend auf seine eigenen finanziellen Mittel stützte, gelang es ihm, die österreichische Industrie äußerst vorteilhaft zu repräsentieren, was in der Nachfolgezeit zu größeren Aufträgen führte. In dem von ihm zusammengestellten und 1882 veröffentlichten Ausstellungsbericht, dem Bericht über die internationalen Weltausstellung in Sydney und Melbourne 1879–81 nebst einer historischen, geographischen und statistischen Skizze über die Colonien Australiens, konnte er zudem eine umfassende und präzise Darstellung der geographischen, besonders aber der handelspolitischen Gegebenheiten Australiens vermitteln. Dabei ließ er seine eigene Anschauung einfließen und verarbeitete darin ausführlich statistisches Material, wobei er auch wichtige Einblicke in die damaligen wirtschaftlichen Strukturen der australischen Kolonien gewährte. Für seine Verdienste bei den beiden Weltausstellungen wurde Schönberger, der bereits im Jahre 1872 das Ritterkreuz und 1873 das Komturkreuz des Franz-Joseph-Ordens verliehen bekam, für die Erhebung in den österreichischen Adel vorgeschlagen. Die Aufnahme in den Adel erfolgte daraufhin erst im Jahre 1892, wenige Monate vor seinem Tod, woraufhin er sich Victor von Schönberger nennen durfte. Für die im Jahre 1893 stattfindende World’s Columbian Exposition in Chicago war von Schönberger ebenfalls als Juror vorgesehen, musste dieses Engagement jedoch aus gesundheitlichen Gründen ablehnen. Noch während die Weltausstellung in Chicago im Gange war, verstarb Victor von Schönberger am 26. Juli 1893 im Alter von 48 Jahren in Wien.

## Werke
- zusammen mit Karl von Scherzer: Fachmännischer Bericht über die österreichisch-ungarische Expedition nach Siam, China und Japan (1868–1871)., 1872, 2. Auflage unter geändertem Titel 1873
- Bericht über die internationalen Weltausstellung in Sydney und Melbourne 1879–81 nebst einer historischen, geographischen und statistischen Skizze über die Colonien Australiens., 1882